# Lizzie Grey
Stephen Perry (13 de agosto de 1958-5 de agosto de 2019), más conocido como Lizzie Grey, fue un músico estadounidense. Fue popular por ser el guitarrista de la banda de heavy metal London y por haber coescrito la canción «Public Enemy #1» para la banda Mötley Crüe, incluida en el álbum Too Fast For Love. Después de London, fue miembro de la banda de glam rock Spiders & Snakes.

## Discografía

### Mötley Crüe
- Too Fast for Love (1981) (créditos en composición solamente)

### London
- Non-Stop Rock (1985)
- Don't Cry Wolf (1986)

### Ultra Pop
- Ultra Pop (1989)
- Adventures In Fantasy (1990)

### Spiders & Snakes
- Arachnomania (1991)
- Arachno 2 (1992)
- 2000 Retro (1993)
- Oddities: The Glitter Years' (1995)
- Astropop (1997)
- London Daze (2000)
- Hollywood Ghosts (2005)
- Melodrama (2007)
- Year of the Snake (2014)